# Vengeance Is Mine (film fra 1917)
Vengeance Is Mine er en amerikansk stumfilm fra 1917 af Frank Hall Crane.

## Medvirkende
- Irene Castle som Paula Farrington
- Frank Sheridan som Peter Van Brunt
- Helene Chadwick som Marion De Long
- Elliott Dexter som Dr. Smith
- Edward Hoyt